# 153 av. J.-C.
Cette page concerne l'année 153 av. J.-C. du calendrier julien proleptique.

## Événements
- 27 janvier (1er janvier 601 du calendrier romain) : début à Rome du consulat de Tiberius Annius Luscus et Quintus Fulvius Nobilior[1].
- Avril, guerre de Numance : le consul Fulvius Nobilior, envoyé en Hispanie citérieure pour régler un litige avec les habitants de Segeda, cité des Belli, qui ont fortifié leur cité, arrive à Tarraco et prend la tête d’une armée de 30 000 hommes[2].
- Juin : Fulvius Nobilior se présente devant Segeda. Les défenseurs de la ville, 8 000 guerriers Belli et Titii, qui n’ont pas pu achever l’enceinte, se réfugient à Numance chez leurs alliés arévaques. Après avoir détruit Segeda, Nobilior remonte le Jalón jusqu'à Ocilis où il installe une base de ravitaillement, puis avance sur Numance[2].
- 13 septembre (23 août du calendrier romain)[1] : l'armée consulaire de Nobilior tombe dans une embuscade tendue par les 20 000 fantassins et les 5 000 cavaliers de Caros, chef des confédérés celtibères, dans le ravin du Baldamo, un affluent du Duero ; il perd 10 000 hommes. Après avoir retrouvé un terrain découvert deux jours plus tard, la cavalerie romaine inflige de lourdes pertes aux Celtibères dont le chef Caros est tué[2].
- Septembre : après avoir reçu le renfort de dix éléphants et de 300 cavaliers numides, Nobilior attaque Numance par surprise, mais sa tentative échoue quand un éléphant, écrasé par une lourde pierre jetée des remparts, provoque la panique de ses congénères qui ravagent les rangs romains ; les Numantins saisissent l’opportunité pour sortir de la ville, et les pertes romaines s’élèvent à 4 000 hommes et trois éléphants pour 2 000 celtibères tués ; après quelques opérations mineures et la perte de sa base d'Ocilis, Nobilior hiverne avec 5 000 survivants dans le camp de « Gran Atalaya » près de Renieblas (Soria)[2].

- Le préteur Mummius est envoyé en Hispanie ultérieure face à la révolte des Lusitaniens. D’abord vainqueur du chef Caesarus (Kaisaros), il est battu lors de la contre-attaque, perd 9 000 hommes et voit son camp pillé. Après avoir reçu des renforts, il se tourne au sud du Tage contre le chef Caucenus (Kaukainos) qui a pris Conistorgis dans l’Alentejo, puis s’est réfugié à Zilis en Afrique du Nord. Mummius passe le détroit de Gibraltar et bat cette armée lusitanienne. Il obtient les honneurs du triomphe[3].

- Occupation des « grandes plaines » de la Tusca, dans la moyenne vallée de la Medjerda, par le roi numide Massinissa[4].

- Le Sénat romain envoie une commission de dix membres auprès d'Attale de Pergame qui se prépare à attaquer la Bithynie avec l'aide du Pont et de la Cappadoce ; ils se rendent ensuite auprès de Prusias II, qui rejette la plupart de leurs revendications. Il change d'avis quand les commissaires, après avoir conseillé à Attale de se tenir sur la défensive, encouragent la révolte de ses alliés en Ionie et dans les Détroits, et qu'une escadre rhodienne razzie ses côtes. De nouveaux envoyés du Sénat, Appius Claudius, Lucius Oppius et Aulus Postumius invitent Attale et Prusias à négocier. La paix est signée sur la base du statu quo territorial. Prusias doit payer à Attale 500 talents en 20 ans et livrer 20 navires de guerre[5].